# دواغر

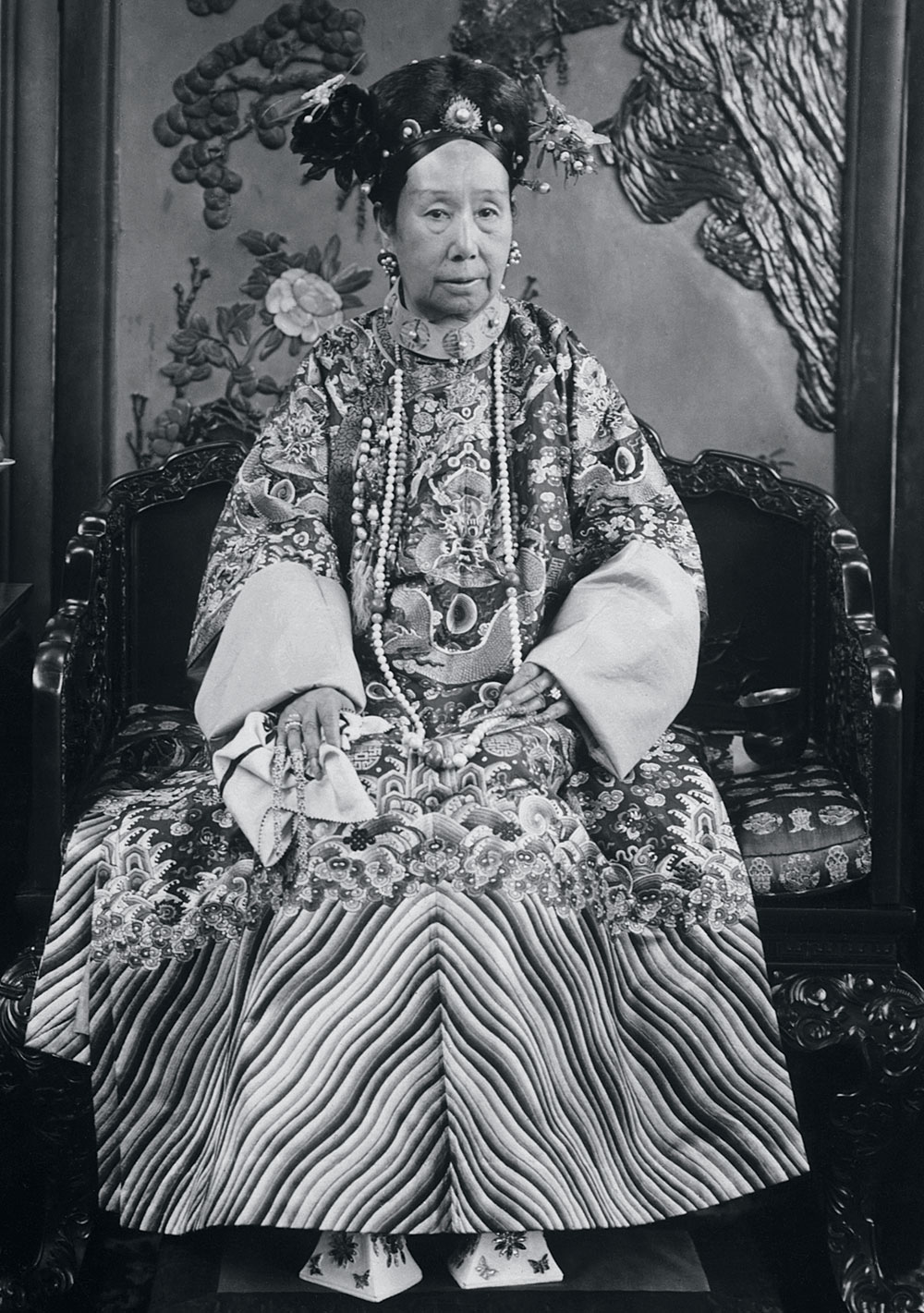

دواغر هو مصطلح يطلق على أرملة الإمبراطور أو أرملة من النُّبلاء وهي أرملة تحمل لقب أو مُلكية —«ميراث» (داور)— من زوجها الراحل. كصفة، أرملة الإمبراطورعادةً تكون مرتبطة مع الألقاب الملكية والأرستقراطية.
في الاستخدام الشائع، الاسم الإمبراطور قد يشير إلى أي أرملة مسنّة،  خاصة إن كانت ذات ثروة وكرامة.

## الاستخدام

### في المملكة المتحدة
في المملكة المتحدة، أرملة قرين قد تُكمل اتباع أسلوبها الذي كانت تتبعه خلال حياة زوجها، مثلاً «الكونتيسة من لوامشاير»، شريطة أن يكون خليفته، إذا تواجد، ليس لديه زوجة لتحمل اللّقب المجرد.
وإلا فيتصدر بالشكل صحيح إما اسمها الأول أو كلمة  أرملة الإمبراطور مثلا «جين، كونتيسة لوامشاير» أو «أرملة الإمبراطور كونتيسة لوامشاير» (على أية حال سوف تبقى تُنادى ب «سيدة لوامشاير»).
المصطلح الملكة الأرملة يستخدم في المملكة المتحدة والعديد من الدول الأخرى لأرملة الملك.

### في البلدان الأخرى
يستخدم هذا النوع من الألقاب للسيدات النبلاء اللواتي مات أزواجهن. كان يستخدم  لملكة بلجيكا الراحلة أرملة الإمبراطور فابيولا وأرملة الإمبراطور كونتيسة ديديم داكوز. عُرفت ملكة أسبانيا فيكتوريا ايوجينيا  بملكة أرملة الإمبراطور بعد وفاة زوجها.